# Football Club Britannia XI
Maillots
Le Football Club Britannia XI est un club de football basé à Gibraltar fondé en 1907 et reformé en 2009.

## Histoire
Le Football Club Britannia XI est fondé en 1907. Connu initialement sous le nom de Britannia Football Club, il est plusieurs fois vainqueur du championnat de première division dans les années 1950.
Reformé en 2009, il obtient une promotion en première division après sa victoire dans le championnat de deuxième division lors de la saison 2013-2014. À la suite de sa relégation à l'issue de la saison 2015-2016, le club décide de ne pas s'inscrire au championnat de deuxième division pour la saison suivante.

## Bilan sportif

### Palmarès
- Championnat de Gibraltar (15)
  - Champion : 1908, 1912, 1913, 1918, 1920, 1937, 1941, 1954, 1955, 1956, 1957, 1958, 1959, 1961, 1963
- Championnat de Gibraltar de D2 (1)
  - Champion : 2014
- Coupe de Gibraltar (3)
  - Champion : 1937, 1940, 1947

### Bilan par saison
| Saison    | Championnat | Championnat | Championnat | Championnat | Championnat | Championnat | Championnat | Championnat | Championnat | Championnat | Rock Cup      | Senior Cup       |
| Saison    | Division    | Pos         | Pts         | J           | V           | N           | D           | BP          | BC          | Diff        | Rock Cup      | Senior Cup       |
| --------- | ----------- | ----------- | ----------- | ----------- | ----------- | ----------- | ----------- | ----------- | ----------- | ----------- | ------------- | ---------------- |
| 2009-2010 | 2e          | 2e          | 37          | 14          | 12          | 1           | 1           | 51          | 18          | +33         | Demi-finales  | N/A              |
| 2010-2011 | 2e          | 3e          | 46          | 22          | 15          | 1           | 6           | 62          | 28          | +34         | Demi-finales  | N/A              |
| 2011-2012 | 2e          | 4e          | 31          | 18          | 9           | 4           | 5           | 36          | 23          | +13         | N/A           | N/A              |
| 2012-2013 | 2e          | 3e          | 32          | 18          | 9           | 5           | 4           | 48          | 29          | +19         | Deuxième tour | N/A              |
| 2013-2014 | 2e          | 1er         | 49          | 22          | 16          | 1           | 5           | 55          | 25          | +30         | Premier tour  | N/A              |
| 2014-2015 | 1re         | 7e          | 9           | 21          | 2           | 3           | 16          | 13          | 67          | -54         | Demi-finales  | Phase de groupes |
| 2015-2016 | 1re         | 9e          | 26          | 27          | 8           | 2           | 17          | 34          | 54          | -20         | Deuxième tour | N/A              |

## Identité visuelle

Depuis 2009